# Grand Prix de Plouay 2006
La 70e édition du Grand Prix de Plouay a eu lieu le 27 août 2006. Elle a été remportée par Vincenzo Nibali, qui signe sa première grande victoire.

## Classement final
|    | Cycliste            | Pays      | Équipe                | Temps           |
| -- | ------------------- | --------- | --------------------- | --------------- |
| 1  | Vincenzo Nibali     | Italie    | Liquigas              | 5 h 18 min 56 s |
| 2  | Juan Antonio Flecha | Espagne   | Rabobank              | m.t.            |
| 3  | Manuele Mori        | Italie    | Saunier Duval-Prodir  | m.t.            |
| 4  | Yaroslav Popovych   | Ukraine   | Discovery Channel     | + 5 s           |
| 5  | Jakob Piil          | Danemark  | Team CSC              | + 18 s          |
| 6  | Filippo Pozzato     | Italie    | Quick Step-Innergetic | + 18 s          |
| 7  | Pierrick Fédrigo    | France    | Bouygues Telecom      | + 18 s          |
| 8  | Serguei Ivanov      | Russie    | T-Mobile              | + 18 s          |
| 9  | Grégory Rast        | Suisse    | Phonak                | + 18 s          |
| 10 | Fabian Wegmann      | Allemagne | Gerolsteiner          | + 18 s          |